# Kalahari-Gemsbok-Nationalpark
Der Kalahari-Gemsbok-Nationalpark (englisch Kalahari Gemsbok National Park) ist ein 10.000 Quadratkilometer großer Nationalpark, im Distrikt ZF Mgcawu, in der Provinz Nordkap in Südafrika, etwa 260 Kilometer nördlich der Stadt Upington.
Der 1931 gegründete Park ist einer der größten geschützten Ökosysteme im südlichen Afrika. Da der Kalahari Gemsbok National Park direkt an den in Botswana gelegenen Gemsbok National Park angrenzt und mit diesem inzwischen zum grenzüberschreitenden Kgalagadi-Transfrontier-Nationalpark vereint wurde, sind hier noch ausgedehnte, jahreszeitlich bedingte Tierwanderungen möglich. Insgesamt standen 42.000 km² unter Naturschutz. Der jahrelang geschlossene Grenzübergang zu Namibia bei Mata-Mata ist seit Oktober 2007 wieder geöffnet.
Die Landschaft ist ausgesprochen wasserarm. Weite Gebiete des Parks scheinen nur aus Sanddünen zu bestehen. Die Tierherden konzentrieren sich auf die normalerweise ausgetrockneten Flussbetten von Auob und Nossob. Hier befinden sich eine Reihe von Wasserlöchern, die gegraben wurden, als britisch-südafrikanische Soldaten 1915 gegen die deutschen Schutztruppen aufmarschierten. Damals angelegte Windpumpen schöpfen auch heute noch Grundwasser herauf, so dass hier eine Reihe von südafrikanischen Tieren sehr gut beobachtbar sind. Zu sehen sind u. a. Springböcke, Spießböcke, Gnus, Kuhantilopen und Elenantilopen. Im Park leben etwa 250 Löwen, die sich auf die nächtliche Jagd an den Wasserstellen konzentrieren. Gleichfalls zu sehen sind Löffelhunde, Tüpfelhyäne und Kronenducker. Zudem leben etwa 30 Giraffen im Park, die hier neu angesiedelt wurden.